# Gust Corporation
Gust Corporation (株式会社ガスト, Kabushiki-gaisha Gasuto) és un desenvolupador i editorial de videojocs, conegut per les seves sagues de títols Atelier i Ar tonelico.

## Llançaments en Amèrica del Nord i Europa
- Saga Atelier
  - Saga Atelier Iris
    - Atelier Iris: Eternal Mana (Publicat per NIS America en els EUA, publicat per Koei en Europa) - PlayStation 2 (6/28/2005)
    - Atelier Iris 2: The Azoth of Destiny (Publicat per NIS America en els EUA, publicat per Koei en Europa) - PlayStation 2 (25 d'abril del 2006)
    - Atelier Iris 3: Grand Phantasm (Publicat per NIS America en els EUA, publicat per Koei en Europa) - PlayStation 2 (5/29/2007)

  - Atelier Annie: Alchemists of Sera Island (Publicat per NIS America en els EUA) - Nintendo DS (27 d'octubre del2009)
- Mana Khemia series
  - Mana Khemia: Alchemists of Al-Revis (Publicat per NIS America en els EUA) - PlayStation 2 (1 d'abril del 2008)
  - Mana Khemia: Student Alliance (Publicat per NIS America en els EUA) - PSP (10 de març del 2009)
  - Mana Khemia 2: Fall of Alchemy (Publicat per NIS America en els EUA) - PlayStation 2 (25 d'agost del 2009)
- Saga Arland
  - Atelier Rorona: Alchemist of Arland (Publicat per NIS America en els EUA) - PlayStation 3 (2010)
- Saga Ar tonelico
  - Ar tonelico: Melody of Elemia (Publicat per NIS America, publicat per 505Games en Europa) - PlayStation 2 (6 de febrer del 2007)
  - Ar tonelico II: Melody of Metafalica (Publicat per NIS America en els EUA) - PlayStation 2 (20 de gener del 2009)
  - Ar tonelico Qoga (Publicat per NIS America en els EUA) - PlayStation 3 (Q1 2011)